# Крестена
Крѐстена (на гръцки: Κρέστενα) е градче в Република Гърция, дем Андрицена-Крестена, област Западна Гърция. Крестена има население от 4903 души.

## Личности
Родени в Крестена
- Доротей Янаропулос (1910 – 1993), гръцки духовник, костурски митрополит